# Нуржау
Нуржа́у (каз. Нұржау) — село у складі Курмангазинського району Атирауської області Казахстану. Адміністративний центр Нуржауського сільського округу.
У радянські часи село називалось Шагирли.
Населення — 2065 осіб (2021; 2065 у 2009, 2034 у 1999, 1731 у 1989).